# Thumatha syriaca
Thumatha syriaca är en fjärilsart som beskrevs av Daniel 1939. Thumatha syriaca ingår i släktet Thumatha och familjen björnspinnare. Inga underarter finns listade i Catalogue of Life.